# Эвоки. Битва за Эндор
«Эвоки. Битва за Эндор» (англ. Ewoks: The Battle for Endor) — телефильм, являющийся спин-оффом вселенной «Звёздных войн». Является продолжением телефильма «Караван смельчаков. Приключения эвоков». Действие телефильма происходит на планете Эндор во время восстания, между пятым и шестым эпизодами, и описывает борьбу эвоков с бандами мародёров.

## Сюжет
Семья Товани, попавшая на Эндор из-за поломки своего шаттла, наконец-то сумела ликвидировать неисправности, когда на деревню эвоков внезапно нападает отряд мародёров. В результате нападения деревня сгорела, а почти все из семьи Товани были убиты, только Синдел — маленькая девочка — осталась жива. Однако она и её друг-эвок Уикет У. Уоррик попали в плен к королю Тераку, который пытался найти на шаттле Товани средство, которое позволило бы мародерам покинуть эту планету.
Двум друзьям все же удаётся бежать из клетки-повозки, в то время как остальных эвоков увезли в крепость как рабов. В лесу Синдел и Уикет встречают Тика, небольшого грызуна, способного передвигаться со скоростью молнии. Тик отводит героев к небольшой избушке, где он живёт вместе со старичком по имени Ноа Бриквалон, некогда попавший на Эндор также в результате крушения его звездолёта. Поначалу он и слышать ничего не хочет о чужаках, но впоследствии смягчился и всё-таки принял их у себя дома, но при условии, что они будут помогать ему по хозяйству. Однажды Синдел замечает, что Ноа постоянно куда-то уходит, и к их удивлению обнаруживают корабль, спрятанный в кустах. Видимо, старик все ещё мечтает улететь отсюда когда-нибудь. Он рассказал девочке, что много лет назад ещё в молодости, Ноа и его друг Салак отправились на одну разведывательную миссию, но были вынуждены остановиться на Эндоре из-за неполадок на корабле. Тогда они спрятали его в лесу и пытались найти способ починить энерго-кристалл, необходимый для работы корабля. Салак как раз отправился на поиски, но так и не вернулся.
Пока герои жили у Ноа, мародёры тоже не теряли время: они-то как раз нашли такой кристалл в шаттле Товани, но не знали, для чего он на самом деле нужен. Ранее о нём говорила датомирская ведьма Чаралл, но она тоже ничего не могла с ним сделать. Чтобы искупить свою вину перед разгневанным Тераком, Чаралл отправилась на поиски девочки, которая, по её мнению, была единственной, кто мог бы дать ответ на вопрос, что нужно делать с кристаллом.
Подслушав разговор Ноа и Синдел вечером, ведьма Датомира обернулась юной девой, с помощью своего волшебного перстня, и стала напевать песню, которую знала Синдел. Девочка попала в ловушку и Чаралл смогла доставить её в крепость к Тераку. Король был разгневан ещё сильнее, когда узнал, что девочка ничем не может ему помочь, и потому посадил за решётку и Синдел и свою ведьму-помощницу, предварительно отняв у неё кольцо.
Ноа и Уикет не могли допустить, чтобы их подруге причинили вред, потому они вскоре отправились в замок. С помощью ловких трюков Тика Ноа и Уикет пробрались во дворец и смогли вызволить из плена Синдел и всех эвоков. Терак был в неистовстве, когда он узнал, что все пленники сумели скрыться. На их поиски тут же были отправлены все отряды мародёров, вооружённые до зубов пушками и бластерами, так же на их поиски он послал и Чаралл, которая в этот раз приняла облик вороны. Кольцо же Терак оставил себе, чтобы держать ведьму под контролем, повесив кольцо себе на грудь.
Ноа надеялся, что с помощью кристалла, они смогут починить его старый корабль, и тогда мародёры были бы им не помеха. Однако битва началась раньше чем эвоки того ожидали, и в какой-то момент казалось, что сражение проиграно, но хитрые ловушки в лесу, подстроенные Ноа ещё в старые времена, задержали разбойников, не позволив им добраться до шаттла прежде, чем автоматические орудия были готовы к бою. Но Терак не испугался этого, он сумел схватить Синдел и требовал в обмен кристалл. Ноа вступил в схватку со старым королём, и в решающий момент Уикет попал из пращи в перстень Чаралл на груди Терака. Злодей тут же вспыхнул ярким пламенем и превратился в высохшую мумию, лишив таким образом и Чаралл возможности вернуть себе человеческий облик. После этой победы пришло время прощаться, хотя Синдел и обещала, что когда-нибудь вернётся на Эндор вновь, чтобы навестить Уикета, Тика и всех остальных. Эвоки стояли на поляне и смотрели, как корабль с их друзьями становится маленькой точкой на небе, пока её совсем не стало видно.

## Факты
- Эвок по имени Уикет стал одним из основных героев в фильме «Звёздные войны. Эпизод VI: Возвращение джедая», когда в лесу во время погони на свуп-байках его встречает принцесса Лея Органа. Удивительно, что в фильмах про эвоков Синдел научила Уикета говорить на своём языке, но Лею он впоследствии при первой встрече не понимает. На официальном сайте «Звёздных войн» пояснили, что, скорее всего, Синдел не знала основного языка Галактики — Всеобщего — и говорила на каком-то другом языке. Однако в фильме все герои говорят, конечно, на английском для понимания зрительской аудиторией задумок авторов[1].
- В фильме впервые показана Датомирская ведьма, а также её необычные способности. «Помимо ситхов, во Вселенной встречаются и другие представители, использующие Тёмную сторону Силы. Известно, что уроженки суровой планеты Датомир (англ. Dathomir) известные как Сёстры Ночи (англ. Nightsisters) или Ведьмы Датомира (англ. Witches of Dathomir) чувствительны к Силе и используют её Тёмную сторону». Сёстры Ночи, включая Асажж Вентресс, также появляются в анимационном сериале «Звёздные войны: Войны клонов», выходившего в 2008—2014 годах[2].
- Впоследствии, Синдел стала журналистом на Корусанте и сыграла важную роль во время Йеветского кризиса: именно она получила записи Плат Маллар от адмирала Дрейсена и пролила свет на историю единственного выжившего во время нападения на Полнее. Это должно было привлечь внимание Новой Республики и Сената, и Синдел это удалось[3].